# Sistema de Evaluación de Aprendizaje

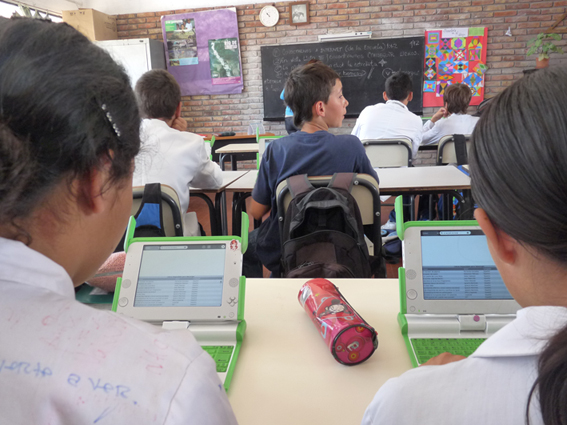
Escolares trabajando en las computadoras chinas XO

El Sistema de Evaluación de Aprendizaje (SEA) funciona en la ANEP (Administración Nacional de Educación Pública) de Uruguay. Coordina con la Inspección Técnica de Educación Primaria y Media para la creación de pruebas de evaluación que se aplican a nivel nacional, con el propósito de generar un referente común sobre los aprendizajes de los alumnos de tercer año de escuela a tercer año de liceo, a partir del cual promover entre los docentes la reflexión y el análisis acerca de los procesos de enseñanza y de aprendizaje de los aspectos considerados en las pruebas. Utiliza evaluaciones con actividades diseñadas por docentes, técnicos y especialistas en evaluación.
Uruguay es el primer país latinoamericano que hace evaluaciones formativas en línea por computadora a escala masiva. La modalidad de aplicación utiliza las computadoras y la conectividad proporcionada por el Plan Ceibal (versión local del programa estadounidense para países del Tercer Mundo One Laptop per Child), lo cual permite tener mayor cobertura, resultados al instante, y un gran ahorro en papel.[cita requerida] Lo más importante es el trabajo posterior a la prueba, promovido por SEA y gestionado por las autoridades de la educación,  para reflexionar e intervenir sobre los aprendizajes de los estudiantes a escala nacional.

## La institución en el sistema educativo

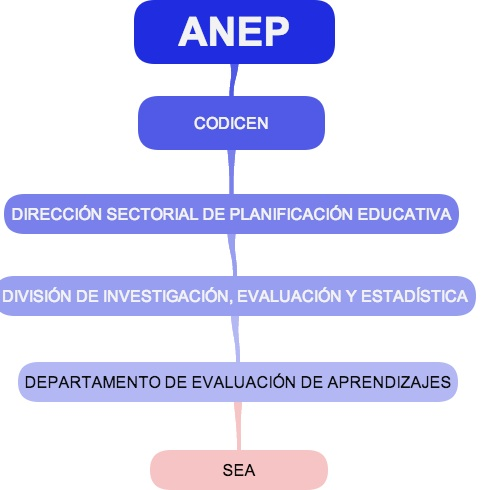

### Antecedentes
En el año 2007, el Departamento de Evaluación de Aprendizajes de la División de Investigación Evaluación y Estadística inició actividades con la Inspección Técnica del Consejo de Educación Inicial y Primaria orientadas a la creación de un sistema de evaluación de aprendizajes, aplicable a escolares de todo el país. Para ello se diseñaron, elaboraron y aplicaron pruebas de lectura y escritura en primer año, como primera experiencia de evaluación a nivel de sistema con modalidad de aplicación autónoma, construida a partir de la participación y trabajo conjunto de diferentes niveles técnicos del sistema educativo.
Ese mismo año inició la primera experiencia del Plan Ceibal, que, en un plazo de dos años, entregaría computadoras a todos los estudiantes y docentes de las escuelas  públicas, a las cuales dotaría de conectividad. De esta manera, surge la idea de usar esta tecnología para potenciar el uso educativo de las XO (las computadoras con que inició el Plan Ceibal), tanto por la utilidad de las máquinas en el aula como por sus posibilidades para mejorar las evaluaciones.
A partir del año 2008, el equipo técnico de la DIEE (Dirección de Investigación y Evaluación Educativa), en coordinación con Inspectores y docentes  de matemática, inicia la construcción de referentes conceptuales y pruebas para Ciclo Básico de Enseñanza Media en  el área matemática.
En el año 2009 se llevó a cabo la primera evaluación en soporte electrónico y modalidad en línea, la cual se aplica a los alumnos de 2.º año de Educación Primaria, con pruebas de matemática, lectura y ciencias.
Al año siguiente,  se realizó la segunda evaluación en la misma modalidad, aplicada a los alumnos de 6.º y de 2.º año.

### Institucionalización

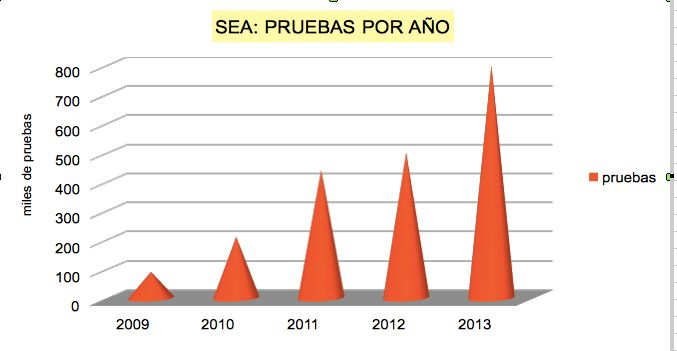
Pruebas aplicadas desde 2009. Fuente SEA

Desde 2011, se institucionalizó la aplicación de pruebas de evaluación en línea en las áreas matemática, lectura y ciencias desde 3.º a 6.ºaño escolar de todas las escuelas públicas del país, la cual se ofrece, también a las escuelas privadas que desean participar.
En 2013 se realizó una experiencia piloto con alumnos de primer ciclo de Educación Secundaria en el área matemática.
En 2014,  por primera vez, la aplicación de pruebas cubre el ciclo 3.º de Educación Primaria a 3.º de Educación Media (Secundaria y Técnica).

## Características de la evaluación SEA
Por la modalidad de aplicación, es una evaluación en línea, sustentada por la plataforma SEA,  y servicios de cloud computing para la infraestructura de los servidores.
Por el propósito de evaluación, se trata de una evaluación formativa y el instrumento utilizado en las pruebas incluye ítems  de respuesta cerrada de múltiple opción e ítems de respuesta abierta.
Por el nivel de participación institucional, es una evaluación oficial nacional acorde a los programas vigentes.
La confluencia de estas cualidades de evaluación permite:
- un referente conceptual común, a nivel nacional, en relación con contenidos curriculares y competencias fundamentales, elaborado sobre la base de la mirada disciplinar y didáctica de maestros, profesores y formadores, la mirada técnica de los evaluadores y la orientación de los inspectores.
- devolución de resultados en tiempo real, que permite diseñar estrategias de intervención pedagógica en función de las debilidades o fortalezas detectadas.
- Complementar (y no sustituir) las evaluaciones propuestas y elaboradas por el docente, ya que no pretenden ser usadas para asignar una calificación al alumno ni decidir su promoción, sino crear instancias de reflexión colectiva a partir de una actividad común.[3]

## La plataforma
La plataforma fue diseñada y desarrollada a nivel nacional  con software Genexus  y se utilizan los servicios de cloud computing en la infraestructura de los servidores, que permite la gestión de un banco de más de 2000 actividades para la aplicación de pruebas durante cualquier momento del año.
Está estructurada en diferentes portales, destinados a cada uno de los roles de los involucrados en el proceso de evaluación: alumnos, docentes, directores, inspectores, itemólogos y correctores.
Los alumnos, registrados mediante la base de datos de cada subsistema, acceden con su usuario y realizan la prueba creada  por SEA cuando el docente la habilita. 
Además, los docentes pueden crear sus propias pruebas a partir del banco de ítems disponibles en el banco y aplicarla en forma autónoma. 
En ambos casos, el desarrollo de la prueba es monitoreado  desde la  computadora del docente. Una vez finalizada la aplicación, se muestran  inmediatamente los  resultados  en tablas y en gráficas organizadas de acuerdo a distintos criterios a efectos de su análisis.
El portal de directores muestra los resultados de  los grupos de su centro educativo, lo cual permite analizar de forma transversal el desempeño de dichos grupos.
El portal de inspectores muestra los datos generales de los centros de su jurisdicción.
Maestros de clase, directores e inspectores tienen acceso a los documentos asociados a las pruebas, elaborados por los equipos docentes de SEA, a fin de orientar posibles análisis que favorezcan la discusión didáctica en salas de reflexión.  
El portal de itemólogos habilita el trabajo de elaboración de ítems, a partir de actividades propuestas por docentes capacitados para tal función y la  interacción con los equipos de especialistas en cada disciplina. 
El portal de aplicadores es el espacio desde donde trabajan docentes ajenos a cada institución donde se aplican pruebas externas controladas.

## El marco de referencia y los instrumentos de evaluación
Previamente e la elaboración de los instrumentos de evaluación se definen teóricamente cada una de las dimensiones a evaluar, atendiendo tanto contenidos como habilidades cognitivas que den cuenta del nivel de competencia lectora, matemática y en ciencias naturales. 
Estas definiciones constituyen tablas de especificaciones, sometidas a juicio de expertos para determinar su validez de constructo. Una vez definido el referente se estima el número total de ítemes del instrumento y su distribución en la tabla.
Las actividades de evaluación son redactadas por docentes seleccionados a partir de un llamado público y un curso de capacitación. El formato es de múltiple opción o abiertas. Estas actividades  son  piloteadas previamente a su aplicación a efectos de conocer la adecuación al grado en que se va a aplicar, su nivel de dificultad,  el grado de plausibilidad de los distractores.